# Annet Lovart
Annet Lovart (Львова Ганна Вікторівна) (23 травня 1988 р., м. Дніпро) — сучасна українська художниця, представниця сучасного народного мистецтва)

## Біографія
Annet Lovart (ім'я при народженні — Львова Ганна Вікторівна) народилась 23 травня 1988 року у Дніпропетровську, тепер Дніпро. Зростала у звичайній робочій родині токаря — Львов Віктор Анатольович — та продавчині — Львова Людмила Іванівна. З дитинства відчувала потяг до творчості, але отримала змогу реалізувати його лише у віці 13 років, коли вступила до Дніпровської Художньої Школи № 1. У 20 років Ганна переїжджає до Києва і вступає до НАОМА. Під час навчання вона займається графікою та дизайном. У цей же період захоплюється подорожами у різні країни світу, де знайомиться з особливостями традиційного мистецтва. Переломним у житті Ганни стає 2014 рік. Революція Гідності та війна на сході України спонукали художницю звернутись до традиційної української Петриківки для розпису нетрадиційних об'єктів. У 2016 році Ганна Львова бере псевдонім AnnetLovart. Під цим ім'ям вона набула всесвітньої відомості як мисткиня та арт-блогерка.

## Освіта
- 1995—2003 Загальноосвітня школа № 85 (Дніпро, Україна)
- 1999—2003 Художня Школа № 1 (Дніпро, Україна)
- 2003—2008 Дніпровський обласний теотрально-художній коледж (Дніпро, Україна)
- 2008—2012 Національна Академія Образотворчого Мистецтва НАОМА; факультет: графічний дизайн (Київ, Україна)

## Творчість
У січні 2014 року художниця спішно повертається до України із Франції, щоб допомагати на Майдані. Там вона знайомиться з іншими митцями та вступає до об'єднання Арт-Майдан. Її талант розкривається у розписі касок протестувальників, де традиційні петриківські візерунки сплітаються із актуальними сюжетами сучасності. Більшість цих касок наразі знаходиться у музейних колекціях України. Відео та фотографії Боїв за Донецький аеропорт спонукали мисткиню зробити свій перший арт-глобус. Надалі саме ці макети земної кулі стали її головними об'єктами, де поруч із автентичним українським орнаментом присутні традиційні мотиви інших культур світу.
Творчість AnnetLovart — це втілення ідеї хіпі «FloverPover». Її глобуси, що вкриті візерунками, квітами та птахами — то є відтворення моделі світу, де відсутні війни та ворожнеча.

## Проєкти
- Мистецька Сотня[5]
- Петриківські Глобуси[6]
- Бренд OLIZ[7]
- Starbuks Cups[8]

## Виставки
- 2018 VIII Всеукраїнський Фестиваль Писанок, Софійська площа, Київ, Україна[9]
- 2018 Art Shopping Paris, Carrousel du Louvre, Париж, Франція[10]